# Elke Greifeneder
Elke Greifeneder ist eine deutsche Bibliothekswissenschaftlerin und seit 2015 Professorin für Information Behaviour am Institut für Bibliotheks- und Informationswissenschaft der Humboldt-Universität zu Berlin. Sie war von 2019 bis 2023 geschäftsführende Direktorin des Instituts.

## Werdegang
Elke Greifeneder erwarb den Magister in Bibliothekswissenschaft und Romanistik an der Humboldt-Universität zu Berlin. 2012 promovierte sie ebenfalls an der Humboldt-Universität zum Thema „Does it matter where we test“ und hatte danach eine Assistant Professorship for Information Science am (heutigen) Department of Information Studies an der Universität Kopenhagen.
In ihrer Forschung im Bereich Informationsverhalten ist die Frage zentral, wie Menschen mit Informationen und Informationstechnologien interagieren. Unter anderem wird erforscht, warum Menschen Informationen vermeiden, welche Strategien Menschen verfolgen, um Informationen zu sammeln und auszuwerten, oder auch, wie Menschen ihre eigenen personenbezogenen Daten verwalten. Als einzige deutsche Professur speziell für Informationsverhalten bedeutet dies einen ganzheitlichen Blick auf alle zugehörigen aktiven und passiven Teilbereiche der menschlichen Interaktion mit Information.